# Secrétaire à la guerre des États confédérés d'Amérique
Le secrétaire à la guerre des États confédérés d'Amérique était membre du cabinet du président des États confédérés d'Amérique Jefferson Davis pendant la guerre de Sécession. Le secrétaire à la Guerre était à la tête du département de la Guerre des États confédérés.
Cinq personnes ont occupés le poste : Leroy Pope Walker (1861), Judah Benjamin (1861-1862), George Wythe Randolph (1862), James Seddon (1862-1865) et John Cabell Breckinridge (1865).

## Liste des secrétaires à la guerre des États confédérés d'Amérique
|   | Portrait | Nom                  | Début             | Fin               |
| - | -------- | -------------------- | ----------------- | ----------------- |
| 1 |          | LeRoy Pope Walker    | 25 février 1861   | 16 septembre 1861 |
| 2 |          | Judah P. Benjamin    | 17 septembre 1861 | 24 mars 1862      |
| 3 |          | George W. Randolph   | 24 mars 1862      | 15 novembre 1862  |
| 4 |          | James Seddon         | 21 novembre 1862  | 5 février 1865    |
| 5 |          | John C. Breckinridge | 6 février 1865    | 10 mai 1865       |